# Adeline Rucquoi
Adeline Rucquoi, née à Bruxelles le 4 avril 1949 est une historienne, hispaniste et médiéviste française. Elle est spécialisée dans l'histoire de la péninsule ibérique au Moyen Âge et en particulier sur le pèlerinage de Saint-Jacques-de-Compostelle.

## Biographie
Née à Ixelles (Bruxelles) en 1949, Adeline Rucquoi a fait ses études secondaires à l'Institut Sainte-Marthe de Grasse, avant d'étudier l'histoire à l'Université de Nice sous la direction du Pr Jean Gautier-Dalché, puis obtenir son doctorat d'État ès Lettres en 1985 à l'Université Paris-Sorbonne, avec une thèse dirigée par le Pr Michel Mollat du Jourdin sur Valladolid au Moyen Âge qu'elle traduira pour sa publication en espagnol.
Entrée au C.N.R.S. en 1982 comme Attaché de Recherche, elle est titularisée comme Chargé de Recherche à Toulouse (URA 247 "Laboratoire d'Études Méridionales") en 1985. Directeur de Recherche en 1990, elle est alors rattachée au Centre de Recherches Historiques de l'École des Hautes Études en Sciences Sociales. Depuis 2014, elle est Directeur de Recherche émérite.
Après l'histoire urbaine, thème de sa thèse, elle se tourne vers l'histoire du pouvoir dans la Péninsule ibérique à l'occasion du projet "Genèse l'État Moderne", et élargit ses travaux à l'histoire culturelle de la Péninsule ibérique médiévale - représentations, mentalités, enseignement, savoirs, arts, littérature, droit, philosophie, pouvoir royal, noblesse, voyageurs, etc. - et s'intéresse autant aux chrétiens qu'aux juifs et aux musulmans des divers royaumes péninsulaires. À Paris, elle a suivi pendant des années les cours et séminaires de Georges Duby, Michel Foucault, Jean Delumeau, Jacques Le Goff et Yan Thomas. Ses longs séjours effectués en Espagne, une profonde connaissance de la langue et des sources lui ont permis de proposer une vision nouvelle de l'histoire médiévale ibérique, toujours fondée sur des archives et une ample bibliographie. Dans ses travaux, publiés aussi bien en français qu'en espagnol - qu'elle domine indifféremment -, elle n'hésite pas à remettre en cause de nombreux préjugés et à aller parfois à l'encontre des idées reçues.
Visiting Fellow à la Johns Hopkins University (Baltimore, Maryland, États-Unis) en 1987 grâce à une bourse de la National Science Foundation, elle est Visiting Professor en septembre 1999 à l'Université du Minnesota grâce à l'Union Pacific Endowment. En 1992 et 1998, elle fut chargée de cours au Colegio de Michoacán (Zamora, Mexique), en 2009 à l'Université de Tandil (Buenos Aires, Argentine) et en 2011 et 2016 à l'Université Gabriela Mistral (Santiago du Chili, Chili). Elle a également été invitée à donner de nombreux séminaires et conférences en Espagne, Argentine, Chili, Mexique, Brésil, États-Unis, Allemagne, Italie, Portugal et Pologne.
Elle a fait partie de diverses Commissions Internationales d'Évaluation : en Argentine des Unités de Recherches du CONICET (1999), au Portugal des Centres de Recherches en Histoire financés par la Fundação para a Ciência e a Tecnologia (1999, 2002, 2007), en Espagne dans le cadre des Programmes Ramón y Cajal et Juan de la Cierva du ministère espagnol de l’Éducation et des Sciences (2002, 2011).
Elle est membre résidant de la Société Nationale des Antiquaires de France, qu'elle a présidée en 2020, correspondant de l'Académie Royale d'Histoire d'Espagne (Real Academia de la Historia), de l'Académie Royale des Bonnes Lettres de Barcelone (Real Academia de Buenas Letras de Barcelona), de l'Académie Portugaise d'Histoire et de l'Académie Mexicaine d'Histoire.
Elle est aussi membre de la Sociedad Española de Estudios Medievales, de la Société Internationale pour l'Étude de la Philosophie Médiévale, et de la Association for Spanish and Portuguese Historical Studies, ainsi que membre du Comité scientifique de revues françaises et étrangères.

## Saint-Jacques de Compostelle
Entrée en 1998 dans la Société Française des Amis de Saint Jacques de Compostelle comme vice-présidente chargée des Études Compostellanes, elle en fut la présidente pendant dix ans (2006-2016). Elle y dirigea la revue Compostelle. Cahiers du Centre d'Études, de Recherche et d'Histoire Compostellanes, seule revue spécialisée en langue française, et organisa trois colloques. En 2017, elle reçoit la médaille de la ville de Lourdes lors des premières Rencontres internationales des pèlerins de Saint-Jacques-de-Compostelle. Depuis 2009, elle est également le membre français du Comité International des Experts du Chemin de Saint-Jacques auprès du gouvernement de Galice, et elle est membre du Conseil Scientifique de l'ACIR-Compostelle (Agence de Coopération Interrégionale, Toulouse) pour le Bien 868 du Patrimoine Mondial, "Les Chemins de Saint-Jacques de Compostelle en France". Elle est membre honoraire de l'Asociación de Amigos de los Caminos de Santiago de Madrid.
Auteur de divers ouvrages et de nombreux articles scientifiques sur le thème de l'histoire du pèlerinage à Saint-Jacques de Compostelle, elle a co-dirigé entre 2017 et 2019 la chaire "Camiño de Santiago e as peregrinacións" à Compostelle. Elle donne souvent des conférences sur différents aspects de l'histoire du pèlerinage et sur les textes fondamentaux de celui-ci.
Elle entretient d'étroites relations avec les autorités ecclésiastiques et le Bureau d'Accueil du Pèlerin à Compostelle et est membre de la Commission Internationale de l'Archiconfrérie Universelle de l'Apôtre Saint Jacques. Dans ce cadre elle donne des conférences et elle a participé à deux des "Journées Internationales de Théologie" organisées par l'Institut Théologique Compostellan (2014, 2017).

## Publications
- Valladolid au Moyen âge (1080-1480), Publisud, 1993, 814 p. (ISBN 978-2866004255)
- Valladolid en la Edad Media, 2 vols., Junta de Castilla y León, 1987, rééd. 1997  (ISBN 84-7846-686-X)
- (éd.) Genèse médiévale de l'Espagne Moderne: la Castille et la Navarre (1250-1367), Valladolid, Ámbito, 1987  (ISBN 84-86047-93-5)
- (éd.) Realidad e imágenes del poder. España a fines de la Edad Media, Valladolid, Ámbito, 1988  (ISBN 84-86770-13-0)
- (éd.) Genèse médiévale de l'Espagne Moderne. Du refus à la révolte: les résistances, Publications de la Faculté des Lettres de Nice, 1991  (ISBN 2-251-62159-8)
- Histoire médiévale de la Péninsule ibérique, Paris, Seuil, 1993, 448 p. (ISBN 978-2020129350)
- (éd. avec Nilda Guglielmi) Le discours politique au Moyen Âge, Buenos Aires, PRIMED-CONICET-CNRS, 1995  (ISBN 950-692-033-8)
- L'Espagne médiévale, Paris, Belles Lettres, 2002, 304 p. (ISBN 9782251410180) - (fr) Archives de sciences sociales des religions
- (éd.) Saint Jacques et la France, Paris, éditions du Cerf, 2003, 528 p. (ISBN 978-2204069410)
- Rex, Sapientia, Nobilitas. Estudios sobre la Península ibérica medieval, Editorial Universidad de Granada, 2006  (ISBN 84-338-3843-1)
- Aimer dans l'Espagne médiévale : Plaisirs licites et illicites, Paris, Belles Lettres, 2008, 284 p. (ISBN 9782251338255) - (es) Archives de sciences sociales des religions
- (éd. avec Nilda Guglielmi) Droit et justice: le pouvoir dans l'Europe médiévale, Buenos Aires, CONICET-IMCIHU-CNRS, 2008  (ISBN 978-987-23978-2-1)
- Mille fois à Compostelle. Pèlerins du Moyen Âge, Paris, Belles Lettres, 2014, 450 p. (ISBN 9782251338415)
- Dominicus hispanus. Ochocientos años de la Orden de Predicadores, Junta de Castilla y León, 2016   (ISBN 978-84-9718-678-0)
- (éd.) Maria y Iacobus en los Caminos Jacobeos (Actes du IXe Congrès International d'Études Jacquaires, Santiago de Compostela), Xacobeo, Xunta de Galicia, 2017  (ISBN 978-84-453-5249-6)
- (avec Françoise Michaud-Fréjaville et Philippe Picone) Le Voyage à Compostelle. Du Xe   au   XXe siècle, Paris, Robert Laffont, 2018 (ISBN 978-2-221-11537-4)
- À Jacques, apôtre, frère de Jean. Précis à l'usage du pèlerin de Compostelle, Paris, CLD Éditions, 2020  (ISBN 978-2-85443-606-8)
- (éd.) Berenguel de Landoria, (XIº Congreso Internacional de Estudios Jacobeos, Santiago de Compostela, 19-22 de febrero de 2020), Xacobeo, Xunta de Galicia, 2021  (ISBN 978-84-453-5383-7)
- Dominicus hispanus. Saint Dominique avant la fondation de l'ordre des Prêcheurs, Fanjeaux, Cahiers de Fanjeaux, Collection d’histoire religieuse du Languedoc au Moyen Âge no 5, 2023  (ISBN 978-2-9568972-4-8)
- La Reconquête. L'Espagne de 711 à 1502, Paris, CLD Éditions, 2024  (ISBN 978-2-85443-636-5)

## Distinctions
- Premier Prix Gobert (2016)
- Médaille de la Ville de Lourdes (2017)